# Turze (gmina w województwie gdańskim)
Turze (do 1954 Godziszewo) – dawna gmina wiejska istniejąca w latach 1973–1976 w woj. gdańskim (dzisiejsze woj. pomorskie). Siedzibą władz gminy było Turze.
Gmina Turze została utworzona w dniu 1 stycznia 1973 roku w powiecie tczewskim w woj. gdańskim. 1 czerwca 1975 roku gmina znalazła się w nowo utworzonym mniejszym woj. gdańskim.
15 stycznia 1976 roku gmina została zniesiona, a jej tereny włączone do gmin:
- Skarszewy (sołectwo Godziszewo),
- Starogard Gdański (sołectwo Siwiałka),
- Tczew (sołectwa Boroszewo, Dalwin, Goszyn, Łukocin, Małżewo, Rukosin, Szczerbięcin, Turze i Wędkowy),
- Trąbki Wielkie (sołectwa Gołębiewko i Rościszewo).